# Jak-60 (1948)
Jak-60 (ros. Як-60) – radziecki, prototypowy samolot myśliwski zaprojektowanego w biurze konstrukcyjnym Jakowlewa. Celem projektu miało być zaprojektowanie samolotu zdolnego do osiągnięcia prędkości dźwięku.

## Historia
Prace nad samolotem rozpoczęły się w połowie 1948 roku, a 20 listopada tego samego roku Jakowlew zatwierdził jego projekt szkicowy. Pomiędzy grudniem 1948 roku a styczniem roku następnego wykonywano badania w tunelu aerodynamicznym należącym do Centralnego Instytutu Aero i Hydrodynamicznego w Moskwie. W toku badań nad modelem okazało się, że podwieszenie pod skrzydłami samolotu dodatkowych zbiorników z paliwem umożliwi maszynie osiągnięcie prędkości rzędu Ma=0,9, ale nie większej. Tym samym samolot nie miał szans na przekroczenie prędkości dźwięku. Jakowlew zdecydował się porzucić projekt na rzecz bardziej perspektywicznego modelu Jak-50, który istotnie stał się pierwszym samolotem konstruktora, który przekroczył barierę dźwięku. Uzyskane w trakcie prac nad Jakiem-60 wyniki zostały wykorzystane w projekcie innego samolotu Jakowlewa, Jak-25 (oznaczenie producenta Jak-120). W przypadku Jaka-25, w miejsce skrzydłowych zbiorników paliwa wstawiono dwa silniki odrzutowe. Oznaczenie Jak-60 otrzymał również inny niezrealizowany projekt wytwórni, dużego, dwuwirnikowego śmigłowca w układzie tandem.

## Konstrukcja
Jak-60 był wolnonośnym, całkowicie metalowym, jednoosobowym średniopłatem. Skrzydła skośne, skos wynosił 45°, usterzenie ze sterem poziomym umieszczonym w połowie wysokości statecznika pionowego. Trójgoleniowe podwozie chowane z przednim podparciem. Opracowywano również wariant z podwoziem rowerowym/jednotorowym, z pojedynczym kołem na goleni przedniej i podwójnymi kołami na podkadłubowej goleni głównej oraz z kołami pomocniczymi na końcach skrzydeł i stacją radiolokacyjną Korszun umieszczoną w dziobie samolotu, nad centralnym wlotem powietrza do silnika. Na kadłubie w części ogonowej hamulce aerodynamiczne w formie odchylanych klap. Maszyna miała być uzbrojona w dwa lub trzy, umieszczone w kadłubie działka NR-23 kalibru 23 mm z zapasem amunicji po 80 pocisków na każde działko.